# عادل كريم
عادل كريم كاك أحمد هو مهندس عراقي، وزير الكهرباء منذ سنة 2021. خبير في مجال صناعة الأسمدة النيتروجينية والفوسفاتية.